# Żabia Wola (Białobrzegi)
Pour les articles homonymes, voir Żabia Wola.
Żabia Wola (prononciation : [ˈʐabja ˈvɔla]) est un village polonais de la gmina de Stara Błotnica dans le powiat de Białobrzegi de la voïvodie de Mazovie dans le centre-est de la Pologne.
Il se situe à environ 4 kilomètres au sud de Białobrzegi (siège de la gmina), 16 km au sud de Białobrzegi (siège du powiat) et à 78 km au sud de Varsovie (capitale de la Pologne).

## Histoire
De 1975 à 1998, le village appartenait administrativement à la voïvodie de Radom.